# Opálszínű mirigygomba
Az opálszínű mirigygomba (Myxarium nucleatum) a Hyaloriaceae családba tartozó, Európa, Észak-és Dél-Amerika, valamint Ausztrália erdeiben honos, elhalt lombos fák ágain, törzsén élő, nem ehető gombafaj.

## Megjelenése
Az opálszínű mirigygomba termőteste 0,6-2 cm széles és 0,8-1,5 cm magas, kocsonyás állagú, nagyjából gömbölyded, majd kifejlődve szabálytalanul lebenyessé válhat; a szomszédos termőtestek összenőve agyvelőszerűen tekervényes felületű, akár 20 cm hosszú és 5 cm széles tömeggé állhatnak össze. Felszíne sima, áttetszően fehéres, idősen rózsásbarnásan vagy borvörös-barnásan, néha olívbarnásan elszíneződik. Kiszáradva vékony, barnás, lakkszerű réteget képez az aljzaton, amely nedvesség hatására visszanyeri korábbi formáját.  
Húsa kocsonyás, zselészerű, benne egy vagy több, max. 0,5 mm-es zárványszerű csomóval; idősen elfolyósodhat. Színe megegyezik a felszínével. Szaga és íze nem jellegzetes. 
Spórapora fehér. Spórája kolbász alakú, sima, vékony falú, mérete 9-12 x 4-5,5 µm.

### Hasonló fajok
Nagyon hasonlít hozzá a zárványok nélküli fehéres mirigygomba, vagy az aranyos rezgőgomba ritka színtelen változata; az idős példányokat a sárgás mirigygombával lehet összetéveszteni. 

## Elterjedése és termőhelye
Európában, Észak- és Dél-Amerikában, valamint Ausztráliában honos. 
Lombos fák elhalt ágain, törzsén, lágyszárú növények vastag szárain, növényi törmeléken található meg, főleg nedves körülmények között (pl. ártéri erdőkben). Egész évben előfordul.

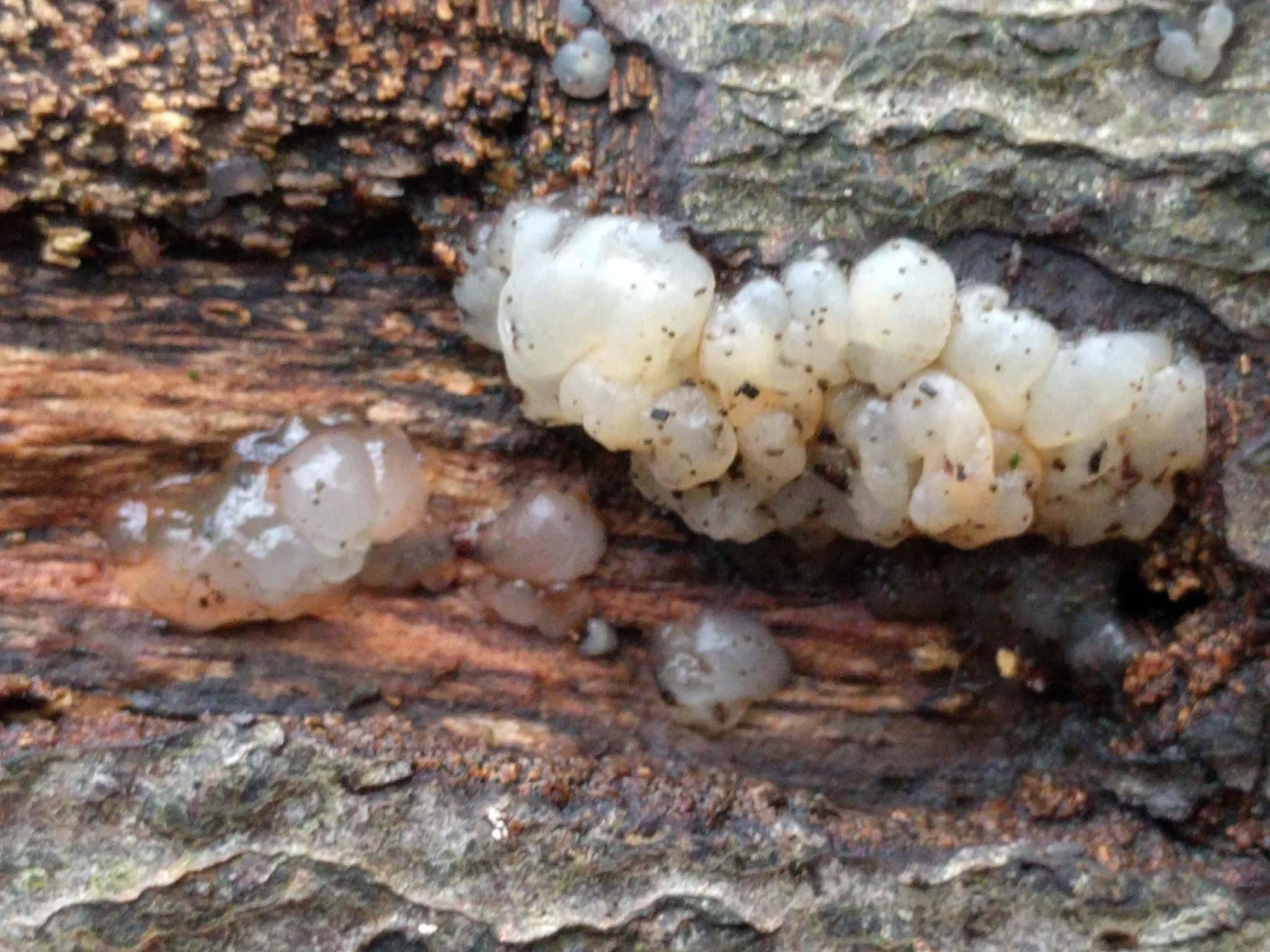
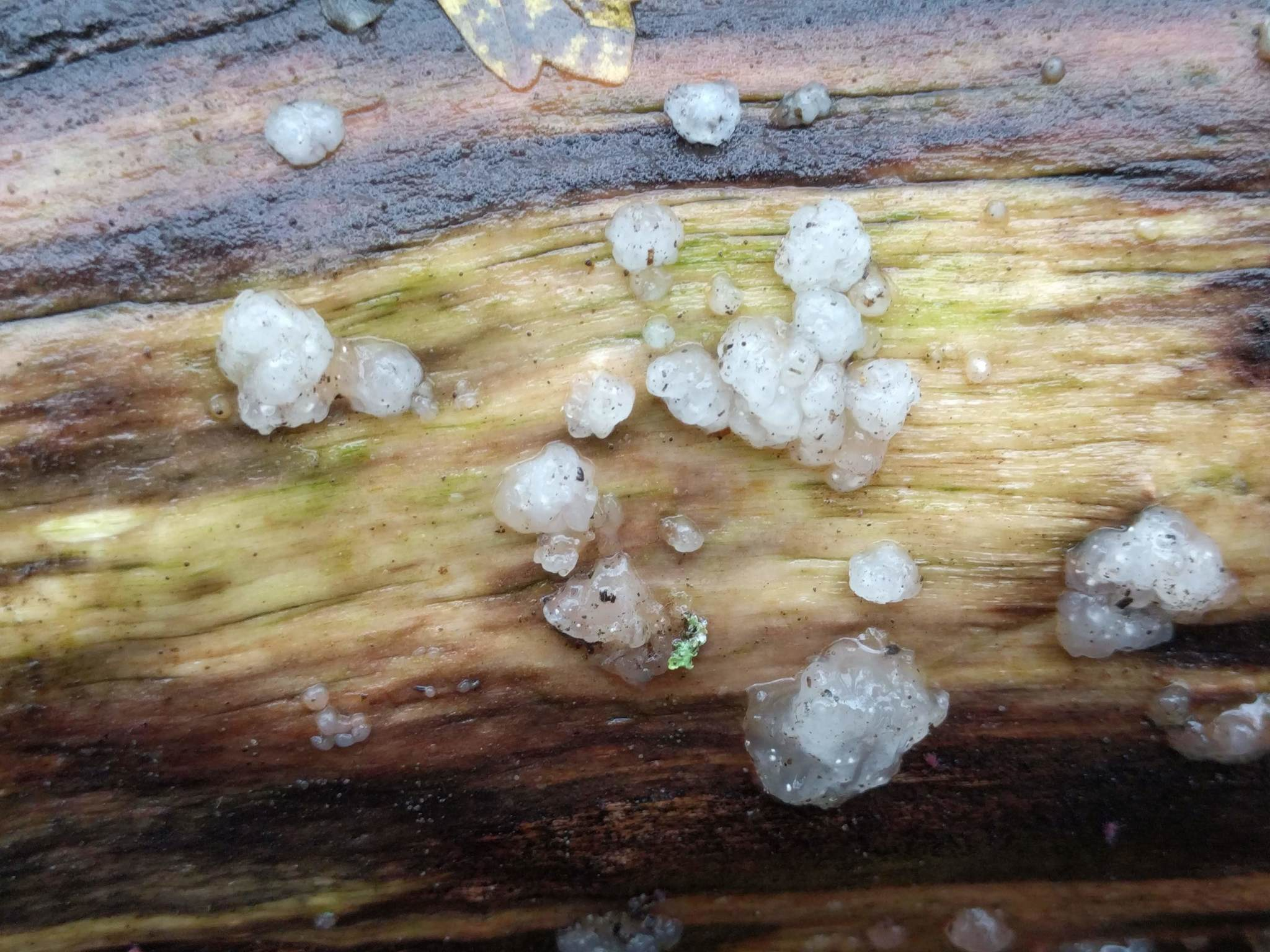
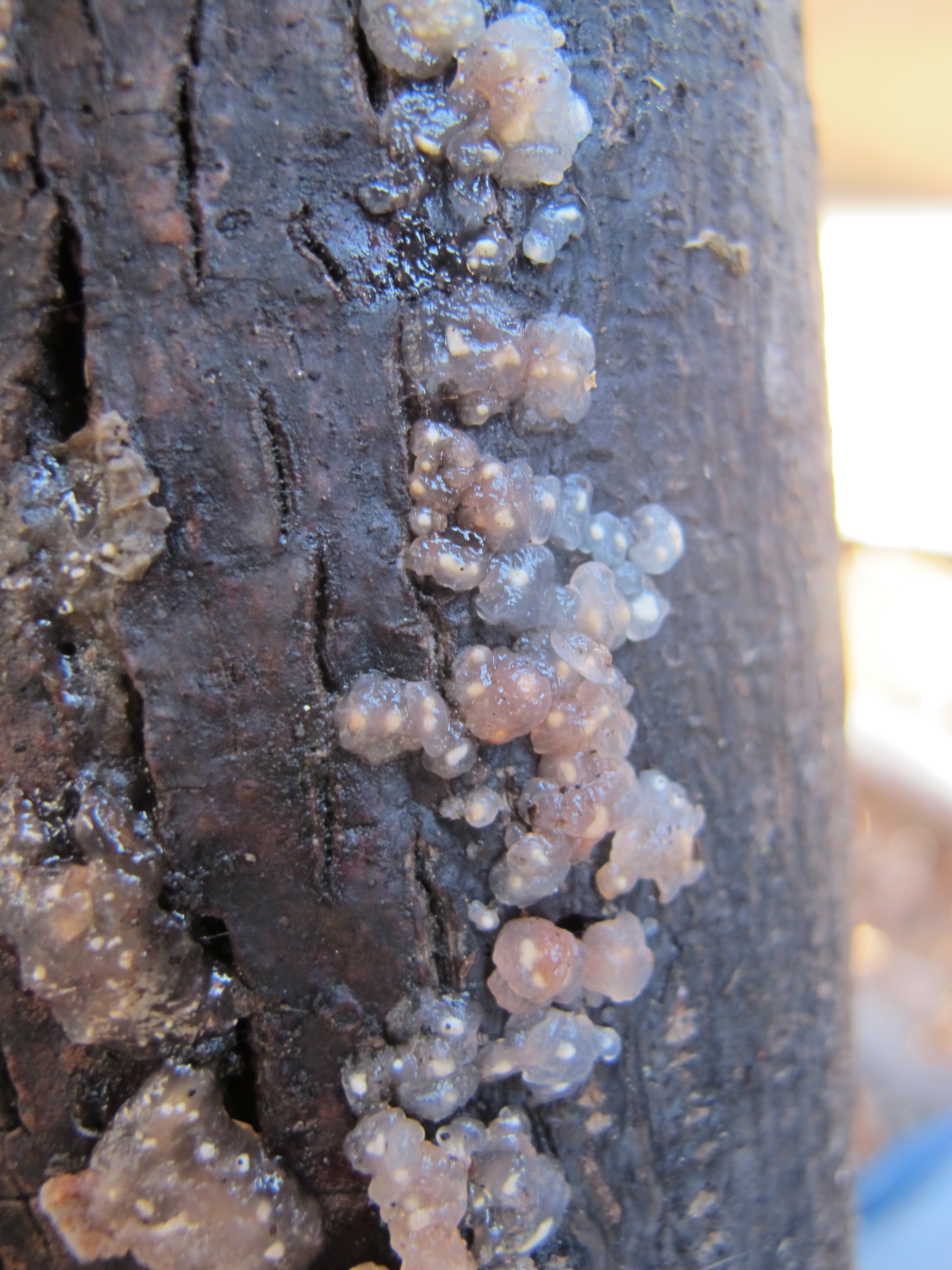
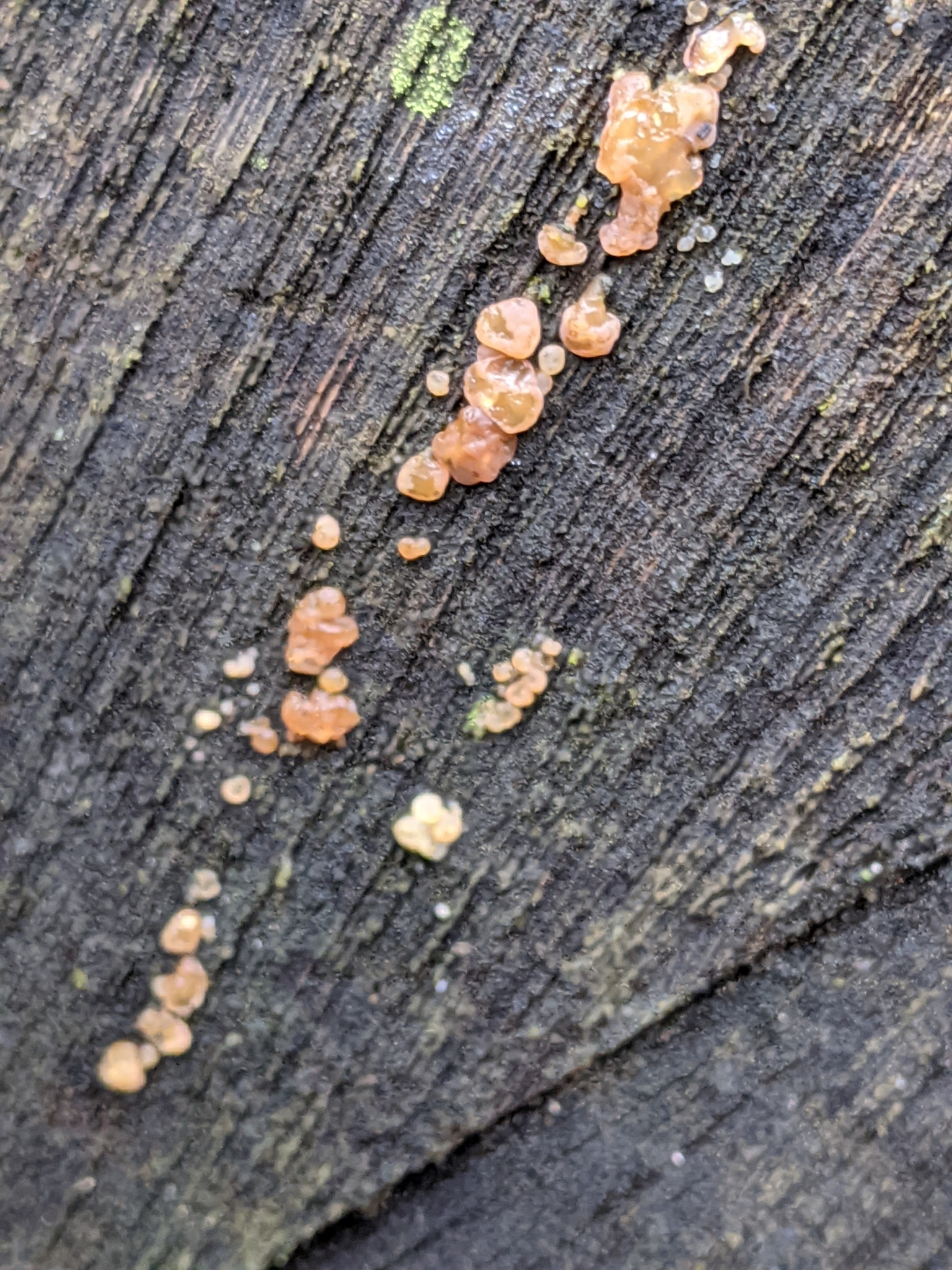
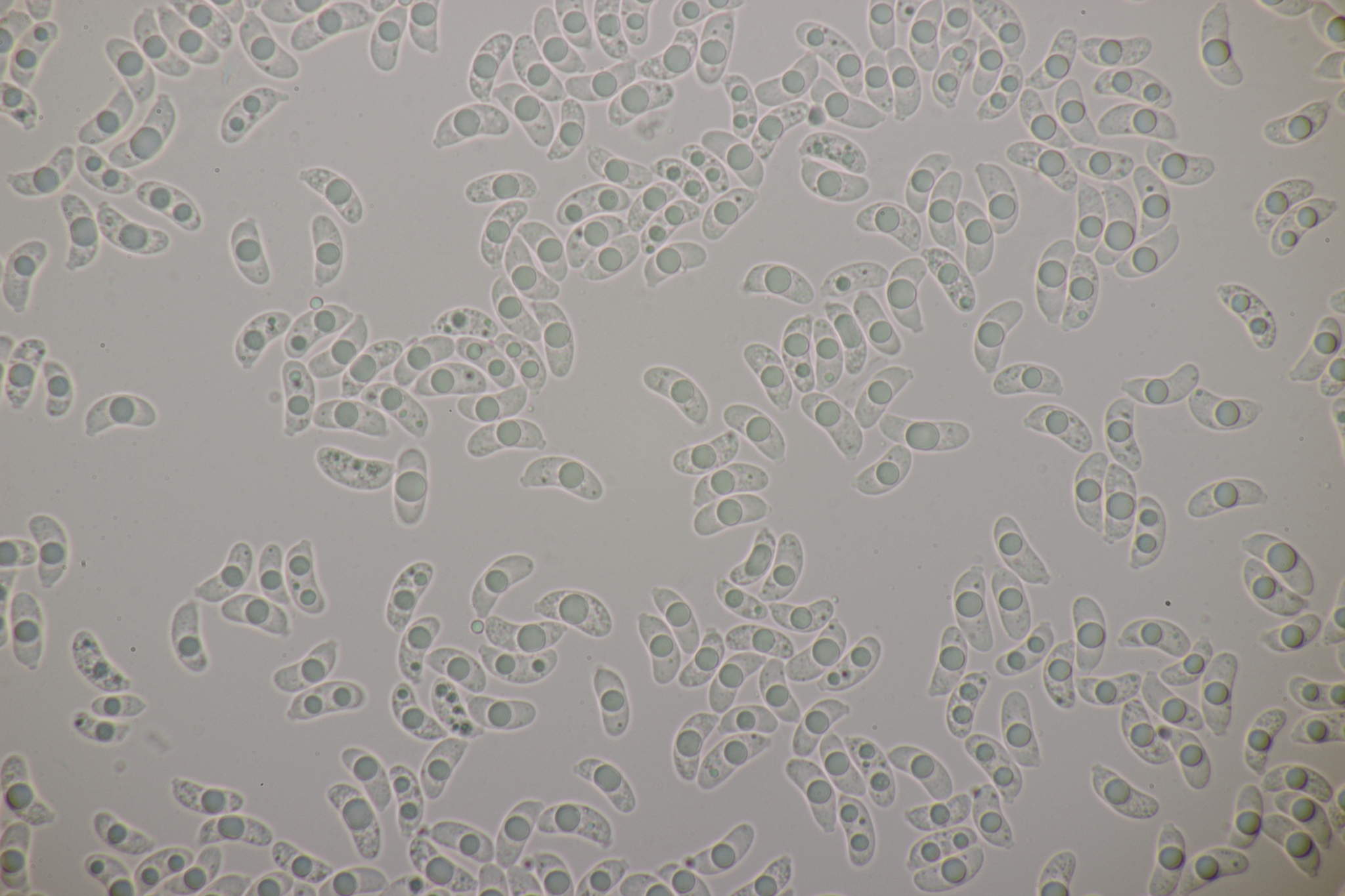

Nem ehető.    